# Kijasowo (Udmurcja)
Kijasowo (ros. Киясово) – wieś (sieło) w Rosji, w Udmurcji, ośrodek administracyjny rejonu kijasowskiego. W 2010 liczyła 3207 mieszkańców.